# الورد البلدي (فلم)
الورد البلدي فيلم سينمائي سوري من إنتاج التلفزيون السوري. من تأليف فؤاد الشربجي وإخراج هيثم زرزوري.

## بطولة وتمثيل
- سلوم حداد
- سلمى المصري
- نذير سرحان
- عبد الفتاح المزين
- عدنان بركات

ومجموعة أخرى من الممثلات والممثليين السوريين .